# Fernando Menegazzo
Fernando Menegazzo (Anita Garibaldi, Santa Catarina, Brasil; 5 de marzo de 1981) es un exfutbolista brasileño de origen italiano. Jugaba de centrocampista y su último club fue el Brujas de Bélgica.

## Selección nacional
Ha sido Internacional con la Selección de Brasil en 8 partidos. Fue convocado para la Copa América 2001 y la Copa América 2007, obteniendo el título en la última de ellas.

## Clubes
| Club                  | País           | Año       |
| --------------------- | -------------- | --------- |
| Juventude             | Brasil         | 1999-2001 |
| Grêmio                | Brasil         | 2002      |
| Juventude             | Brasil         | 2003      |
| Siena                 | Italia         | 2003-2005 |
| Catania               | Italia         | 2005      |
| Girondins de Bordeaux | Francia        | 2005-2011 |
| Al-Shabab             | Arabia Saudita | 2012-2014 |
| Brujas                | Bélgica        | 2014      |

## Palmarés

### Campeonatos nacionales
| Título                 | Club                  | País           | Año  |
| ---------------------- | --------------------- | -------------- | ---- |
| Copa de la Liga        | Girondins de Bordeaux | Francia        | 2007 |
| Ligue 1                | Girondins de Bordeaux | Francia        | 2009 |
| Liga Profesional Saudí | Al-Shabab             | Arabia Saudita | 2012 |

### Copas internacionales
| Título       | Equipo              | País      | Año  |
| ------------ | ------------------- | --------- | ---- |
| Copa América | Selección de Brasil | Venezuela | 2007 |

- Datos: Q522020
- Multimedia: Fernando Menegazzo / Q522020